# Trogonfélék

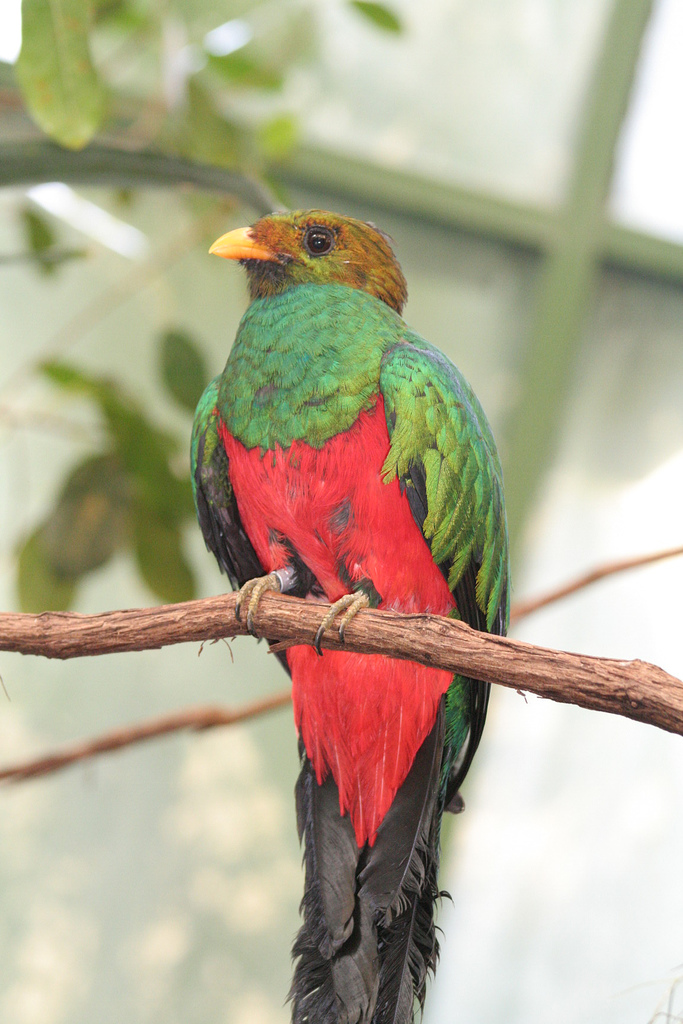
Aranyfejű kvézál (Pharomachrus auriceps)

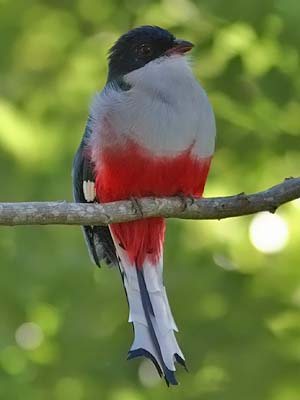
Kubai trogon (Priotelus temnurus)

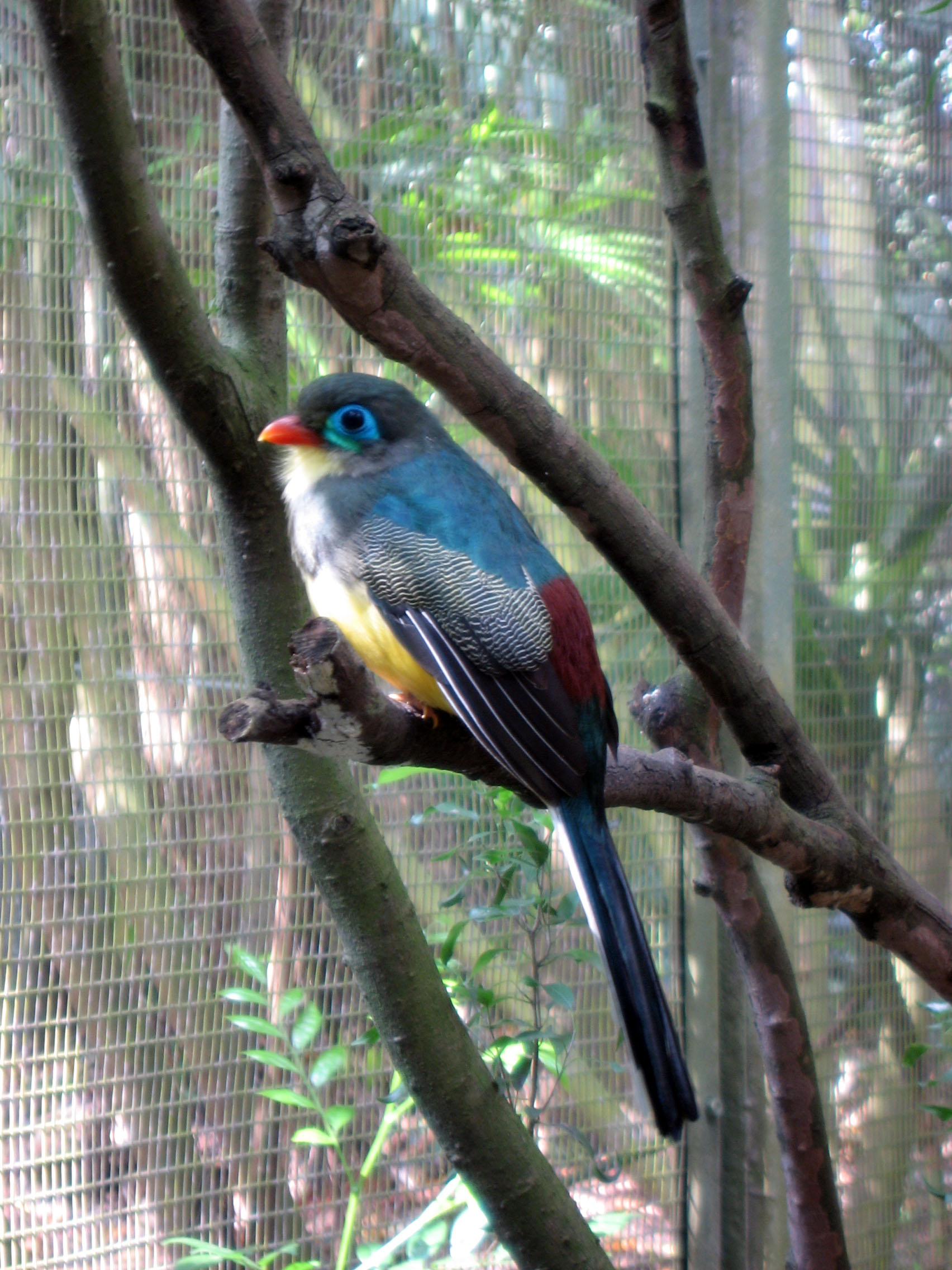
Szumátrai trogon (Apalharpactes mackloti)

A trogonfélék (Trogonidae) a madarak osztályán belül a trogonalakúak (Trogoniformes) rendjének egyetlen családja. 7 nem és 40 faj tartozik a családba.

## Előfordulásuk
Bár léteznek afrikai és ázsiai fajok, a legtöbb faj Közép- és Dél-Amerika trópusain él. Az aztékok egykori szent madara, a kvézál is ebbe a rendbe tartozik.

## Életmódjuk
Rovarokkal és gyümölcsökkel táplálkozó madarak.

## Megjelenésük
Színpompás madarak, farkuk hosszú, szárnyuk rövid és lekerekített, csűdjük rövid, csőrük rövid és széles. Sajátságuk, hogy a belső lábujj hátra, a hátsú lábujj mellé irányul.

## Szaporodásuk
A trogon görög szó, „csipegetést” jelent, és arra utal, hogy a madarak maguk vájják ki a fészeknek szánt odút a fákban.

## Rendszerezés
A trogonalakúak rendjébe egyedül a trogonfélék családja tartozik, amely az alábbi nemeket és fajokat foglalja magában:
- Apaloderma (Swainson, 1833) – 3 faj
  - kantáros trogon (Apaloderma narina)
  - Apaloderma aequatoriale
  - szalagosfarkú trogon (Apaloderma vittatum)

- Apalharpactes – 2 faj
  - jávai trogon (Apalharpactes reinwardtii)
  - szumátrai trogon (Apalharpactes mackloti)

- Harpactes (Swainson, 1833) – 10 faj
  - malabári malájtrogon (Harpactes fasciatus)
  - pirosnyakú malájtrogon (Harpactes kasumba)
  - bíborhasú malájtrogon (Harpactes diardii)
  - Fülöp-szigeteki malájtrogon (Harpactes ardens)
  - fehérfejű malájtrogon (Harpactes whiteheadi)
  - Harpactes orrhophaeus
  - Harpactes duvaucelii
  - narancsbegyű malájtrogon (Harpactes oreskios)
  - pirosfejű malájtrogon (Harpactes erythrocephalus)
  - Ward-malájtrogon (Harpactes wardi)

- Priotelus (Gray, 1840) – 2 faj
  - kubai trogon vagy  csipkésfarkú trogon (Priotelus temnurus)
  - rózsáshasú trogon vagy hispaniolai trogon (Priotelus roseigaster) vagy (Temnotrogon roseigaster)

- Trogon (Brisson, 1760) – 17 faj
  - Trogon massena
  - feketefarkú trogon (Trogon melanurus)
  - Trogon clathratus
  - fehérszemű trogon (Trogon comptus)
  - fehérfarkú trogon (Trogon viridis)
  - Baird-trogon (Trogon bairdii)
  - Trogon citreolus
  - kormosfejű aranytrogon (Trogon melanocephalus)
  - Trogon mexicanus
  - elegáns trogon (Trogon elegans)
  - hegyi trogon (Trogon collaris)
  - narancshasú trogon (Trogon aurantiiventris)
  - Trogon personatus
  - feketetorkú aranytrogon (Trogon rufus)
  - surucua trogon (Trogon surrucura)
  - Amazon-trogon (Trogon curucui)
  - lilafejű aranytrogon (Trogon violaceus)

- Pharomachrus (Llave, 1832) – 5 faj
  - kvézál (Pharomachrus mocinno)
  - Pharomachrus antisianus
  - Pharomachrus fulgidus
  - aranyfejű kvézál (Pharomachrus auriceps)
  - pávakvézál (Pharomachrus pavoninus)

- Euptilotis (Gould, 1858) – 1 faj
  - füles trogon (Euptilotis neoxenus)